# مات دولان
مات دولان (بالإنجليزية: Matt Dolan)‏ هو محامي وسياسي أمريكي، ولد في 12 يناير 1965 في الولايات المتحدة. حزبياً، نشط في الحزب الجمهوري. وقد انتخب عضو مجلس نواب أوهايو.

## وصلات خارجية
- الموقع الرسمي